# Nationaal park Seitseminen
Het Nationaal park Seitseminen (Fins: Seitseminen kansallispuisto/ Zweeds: Seitseminens nationalpark) is een Fins nationaal park dat gelegen is op het grondgebied van de gemeenten Ikaalinen en Ylöjärvi in de regio Pirkanmaa. 
Het park kwam tot stand in 1982 en verder uitgebreid in 1989. Seitseminen is 45,5 km² groot en bevat een vegetatie die kenmerkend is voor de boreale naadwouden uit het Suomenselkä stroomgebied. Het park bevat enkele van de oudste bossen die publiekelijk toegankelijk zijn in Finland.
De boerderij Kovero die werd gebouwd in 1859 maakt deel uit van het culturele erfgoed van het park. De boerderij is in de zomer toegankelijk. 

## Fauna
De venen, die meer dan de helft van het oppervlak innemen, worden bewoond door korhoenders, kraanvogels, wilde zwanen, bosruiters en moerassneeuwhoenders.
Het park kent een van de grootste grove dennen-oerbosbestanden in Finland. In de bossen leven vliegende eekhoorns, dwerguilen, oeraluilen, drieteenspechten en kleine vliegenvangers. Het symbool voor het park is de algemeen voorkomende boommarter.